# Братник
Братник (пол. Bratnik) — село в Польщі, у гміні Камйонка Любартівського повіту Люблінського воєводства.
Населення — 122 особи (2011).
У 1975-1998 роках село належало до Люблінського воєводства.

## Демографія
Демографічна структура станом на 31 березня 2011 року:
|          | Загалом | Допрацездатний вік | Працездатний вік | Постпрацездатний вік |
| -------- | ------- | ------------------ | ---------------- | -------------------- |
| Чоловіки | 72      | 14                 | 48               | 10                   |
| Жінки    | 50      | 11                 | 29               | 10                   |
| Разом    | 122     | 25                 | 77               | 20                   |